# Documenta IX

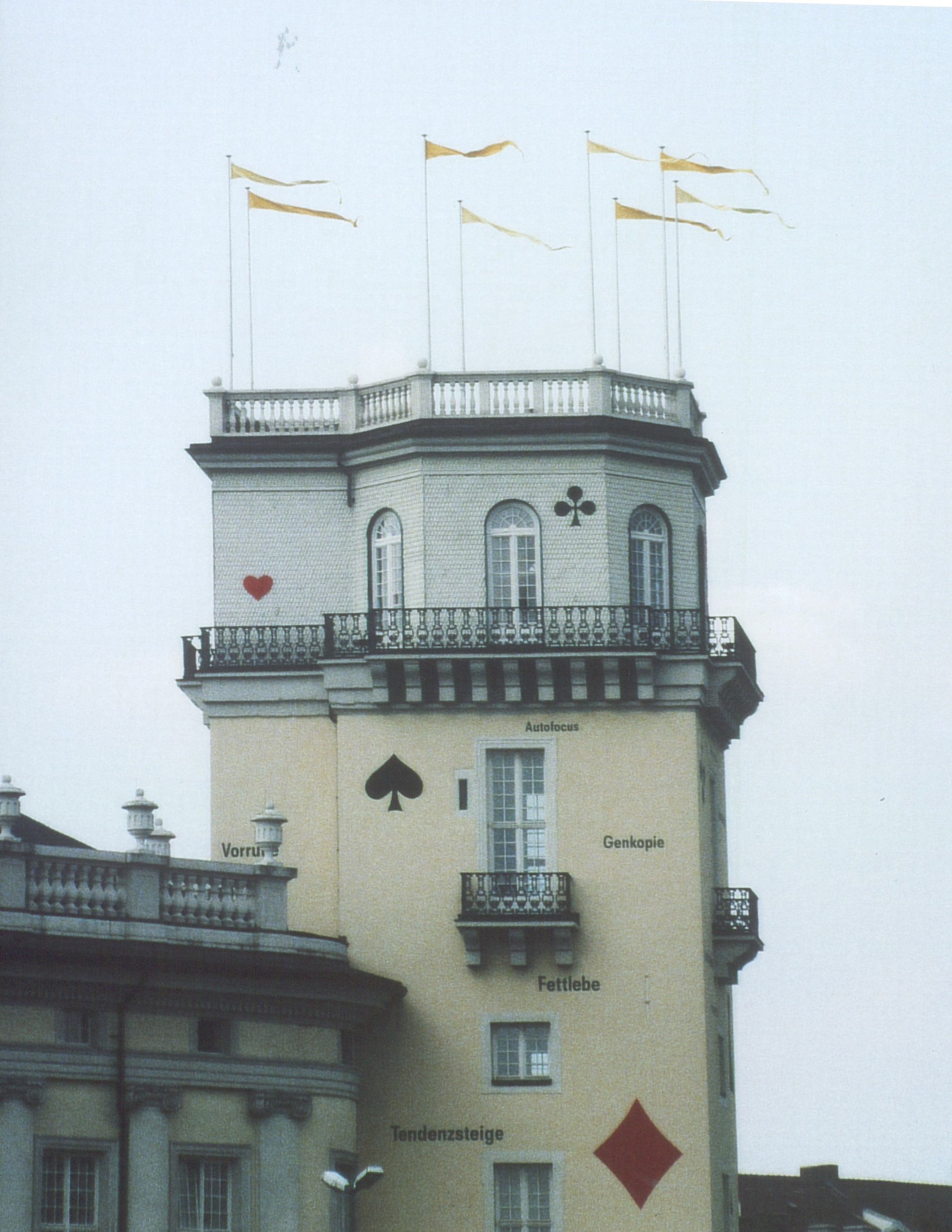
Der Zwehrenturm mit den Symbolen und Bannern (Entenschlaf) von Lothar Baumgarten

Die DOCUMENTA IX fand vom 13. Juni bis 20. September 1992 statt. Die 9. documenta stand unter der künstlerischen Leitung von Jan Hoet und den Co-Kuratoren Denys Zacharopoulos und Pier Luigi Tazzi. Erstmals wurden neue Medien- und Erlebnisformen in großer Zahl gezeigt.
Jan Hoet schrieb im Vorwort zum Kurzführer: Die documenta IX ist vielleicht mehr noch als die vorangegangenen documenta-Ausstellungen eine bewusste und persönliche Stellungnahme zu unserer Zeit. Eine Argumentation in Bildern, die gleichermaßen die Augen, das Gefühl, die Erfahrung des einzelnen fordert. Ohne besondere theoretische Grundsatzkonzeption veranstaltete Jan Hoet die documenta als ein großes Kunstereignis mit buntem Beiprogramm.
Die documenta IX ging unverkrampft mit Sponsoring und Merchandising um, es gab T-Shirts, Baseball-Caps und Regenschirme mit documenta-Symbolen. Kunstbotschaften wurden auf Zigarettenschachteln vermittelt: „Kunst bietet keine klaren Antworten. Nur Fragen“ (Jan Hoet). Die Zeitschrift „Das Kunstforum“ erhob im Heft-Titel die documenta selbst zum Kunstwerk. Ausstellungsobjekte wie der Man walking to the sky wurden von der Kritik für mittelmäßig erklärt, erfreuten sich aber in der Öffentlichkeit eines starken Zuspruchs (Kassel bekam neben dem Herkules ein weiteres „heimliches“ Wahrzeichen).
Die documenta IX hat erheblich dazu beigetragen, das documenta-Konzept breiteren Bevölkerungskreisen zugänglicher zu machen. Seit 1992 ist die documenta ein Projekt der ganzen Stadt Kassel, die sich wenige Jahre später (1999) selbst zur documenta-Stadt erklärte. Die Veranstaltung verzeichnete mit 603.456 Besuchern erneut einen Rekord.

## Ausstellungsorte

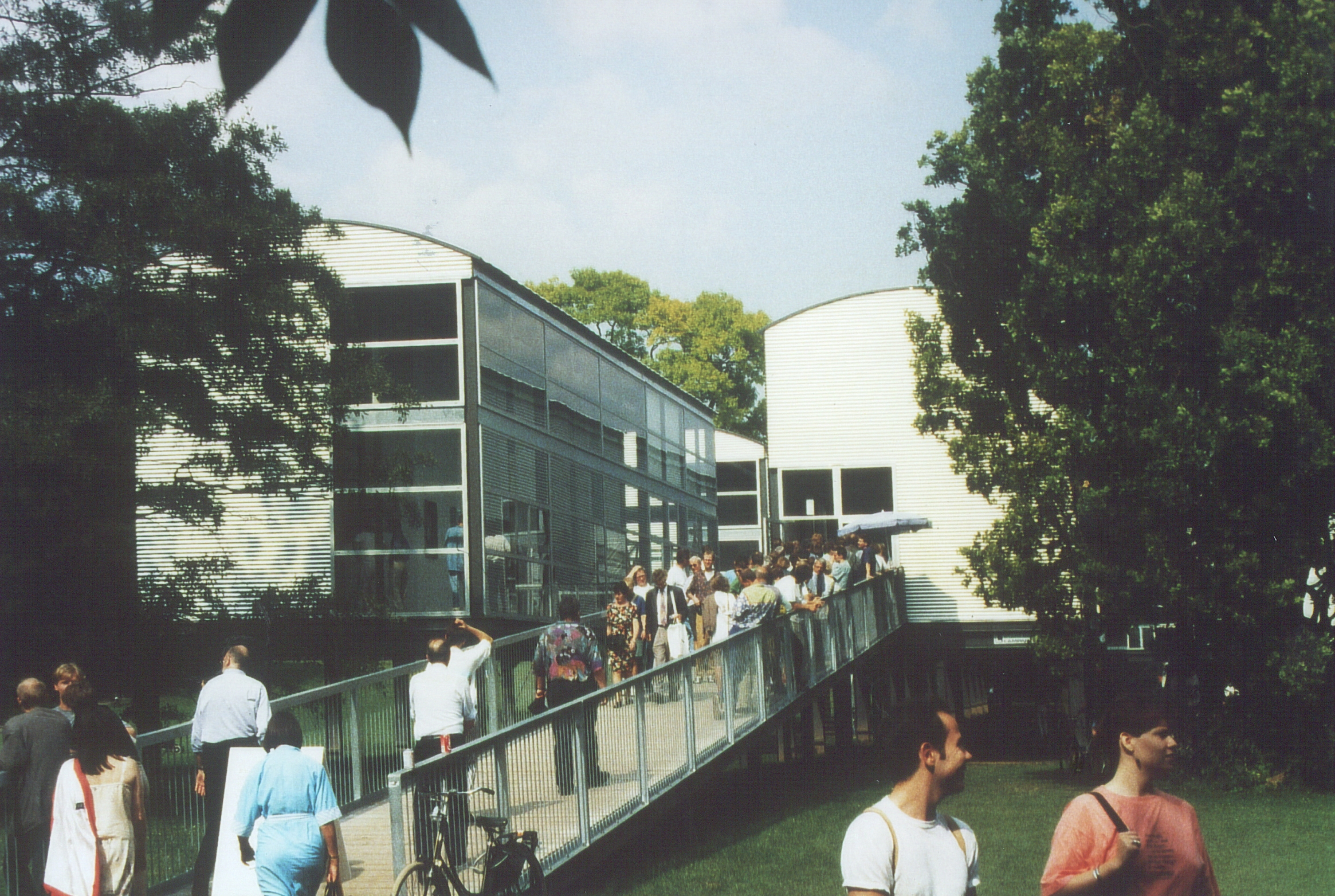
Die Aue-Pavillons als „Temporäre Bauten“ am Rande der Karlsaue

Ausstellungsorte waren Museum Fridericianum, Ottoneum, Friedrichsplatz, documenta-Halle, Orangerie (Karlsaue), Aue-Pavillons als Temporäre Bauten in der Karlsaue, die Neue Galerie, sowie die Innenstadt und die Umgebungen und Freiflächen der Ausstellungsorte.
Die documenta IX war die „documenta der Orte“ mit sieben festen Räumlichkeiten und zahlreichen Ausstellungsorten in der ganzen Innenstadt. Die Orangerie stand wegen des Einzugs des Museums für Astronomie und Technikgeschichte nur noch in wenigen Teilbereichen zur Verfügung, stattdessen war die documenta-Halle rechtzeitig fertiggeworden und wurde als neuer und künftig permanenter Veranstaltungsort genutzt. Erstmals wurden temporäre Bauten (aufgeständerte Stahlpavillons) als zusätzliche Ausstellungsräumlichkeiten am Rande der Aue zur documenta errichtet.

## Kunstwerke
189 internationale Künstler waren als Teilnehmende zur Documenta IX berufen worden. Populärstes Kunstwerk war der 25 Meter hohe Man walking to the sky („Himmelstürmer“) von Jonathan Borofsky auf dem Friedrichsplatz. Er verkörpert eine skulptural-starke Bewegung und Dynamik mit der Gehrichtung zur Utopie. Lothar Baumgarten verzierte den Zwehrenturm mit Zitaten der Mediengesellschaft, die er neben die Symbole der Spielfarben von Kartenspielen stellte und krönte den Turm selbst als Giorgio-de-Chirico-Zitat mit nostalgischen Bannern.
Auf dem Friedrichsplatz baute Mo Edoga den Signalturm der Hoffnung aus Strandgut und Resthölzern, diskutierte mit den Besuchern der documenta und erläuterte ihnen das Konzept des „Machens als Kunst“. Im Foyer des Fridericianums wurden die Ants (Ameisen) von Peter Kogler gezeigt, einige Schritte weiter Bruce Naumans Videoinstallation Anthro/Socio – Rinde Spinning. Thomas Schüttes lebensgroße Keramik-Skulptur Die Fremden war auf dem Altan des Roten Palais platziert. Charles Ray befasste sich mit der Selbstbeschäftigung der Kunst mit der Kunst und dem Künstler (und zurück) und thematisierte den Narzissmus des Künstlers und des Kunstbetriebs.
Die Documenta IX und ihre über 1.000 Kunstwerke waren entgegen den Erwartungen und Stellungnahmen der etablierten Kunstkritik hinsichtlich der öffentlichen Wirksamkeit nachhaltig erfolgreich.
„Kunst ist eine Haltung, die hervorgeht aus dem Widerstand gegen jede Art autoritärer Ambitionen.“ (Jan Hoet)

## Teilnehmende Künstler
Nachstehend sind 193 (von 195) der teilnehmenden Künstler aufgelistet.

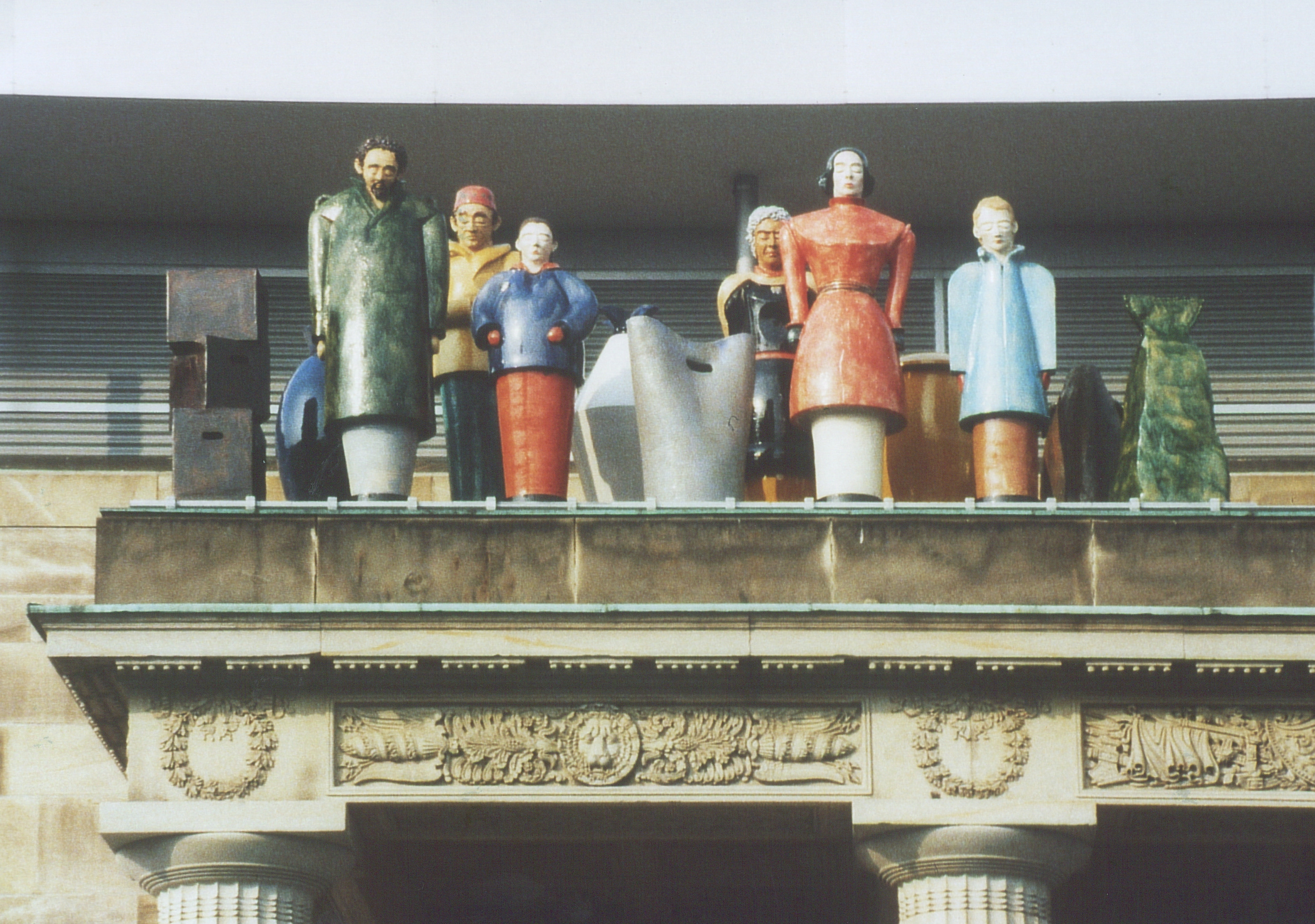
Die Fremden von Thomas Schütte

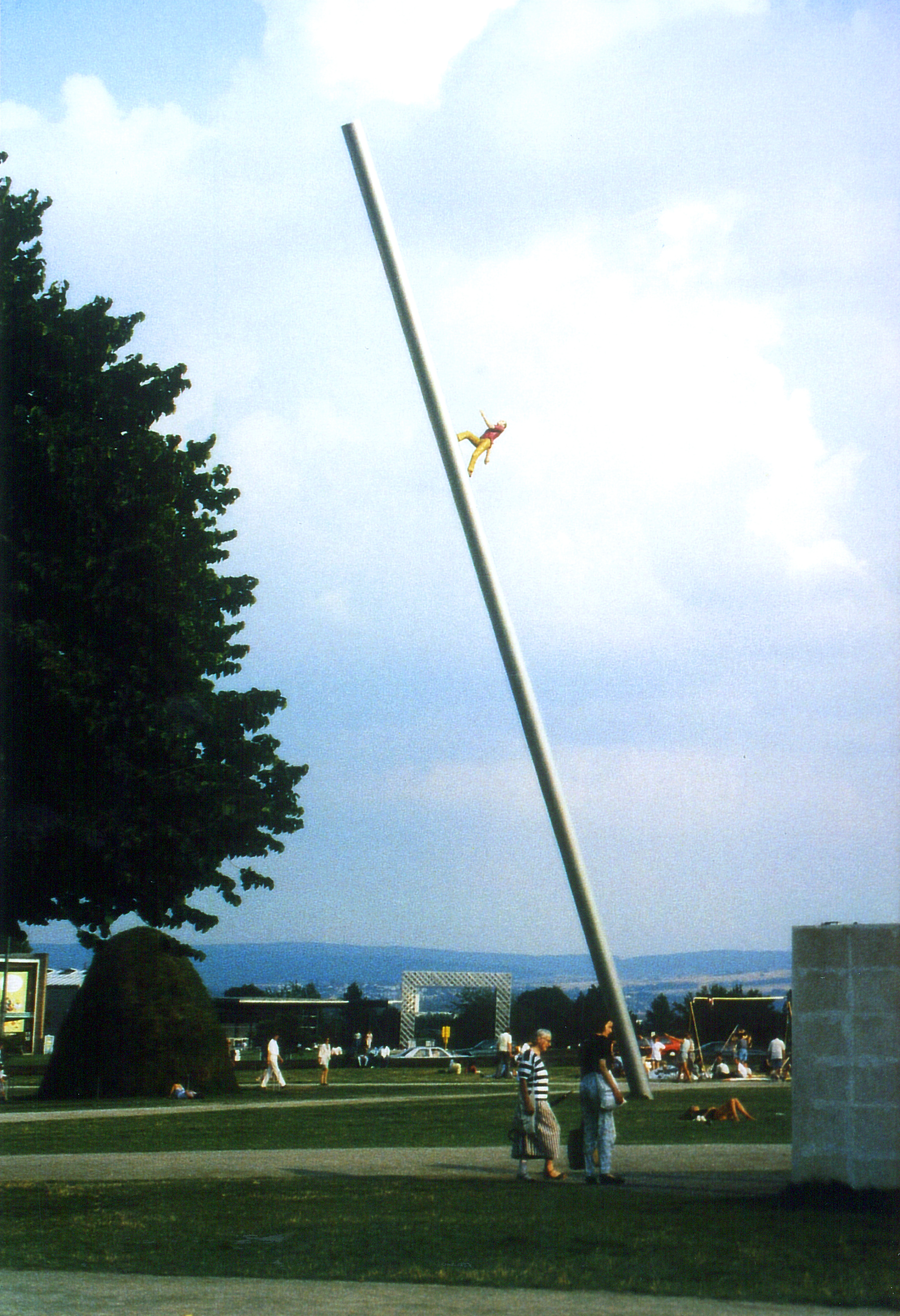
Man walking to the sky von Jonathan Borofsky auf dem Friedrichsplatz

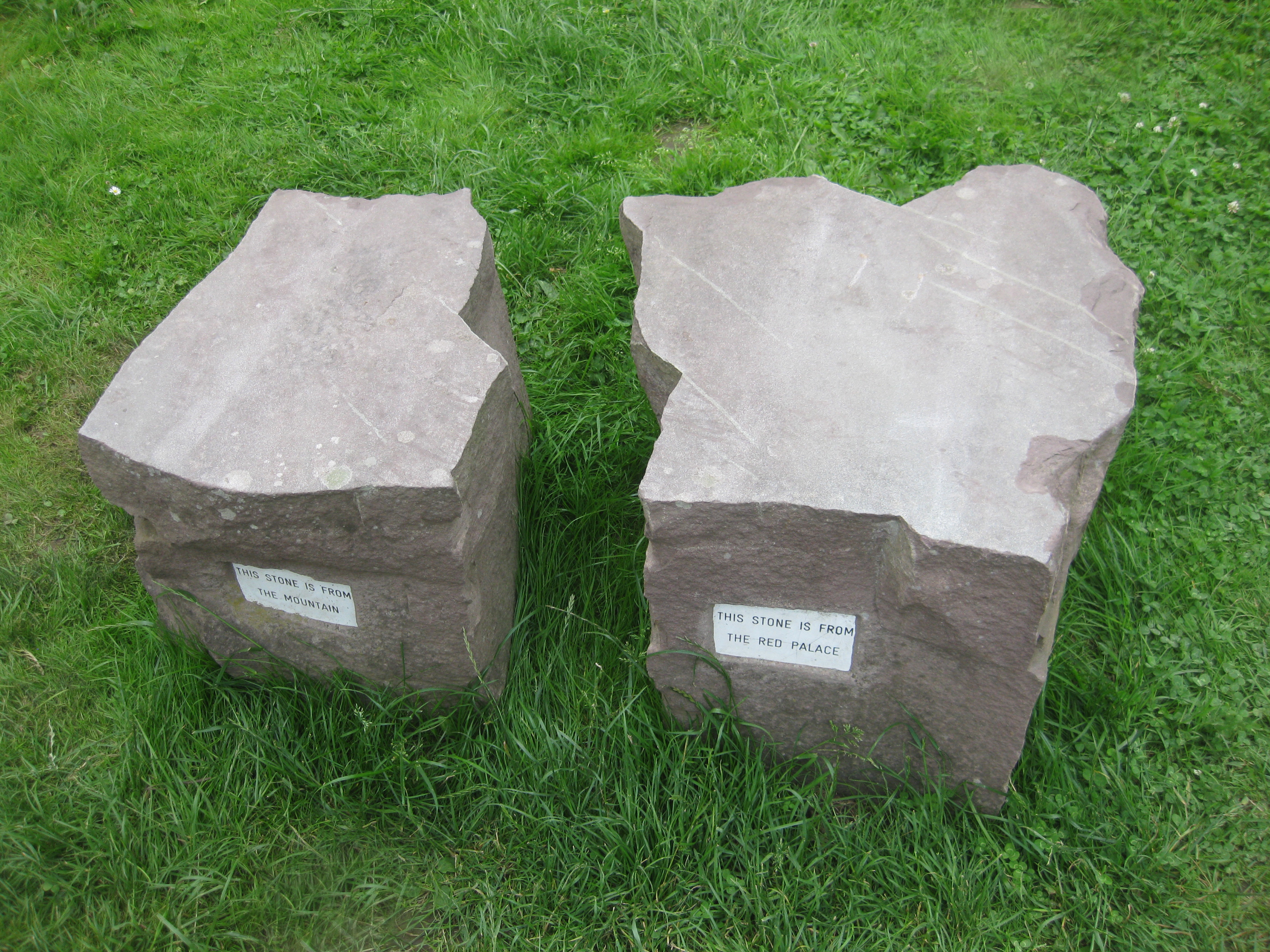
This stone is from the mountain - this stone is from the red palace von Jimmie Durham

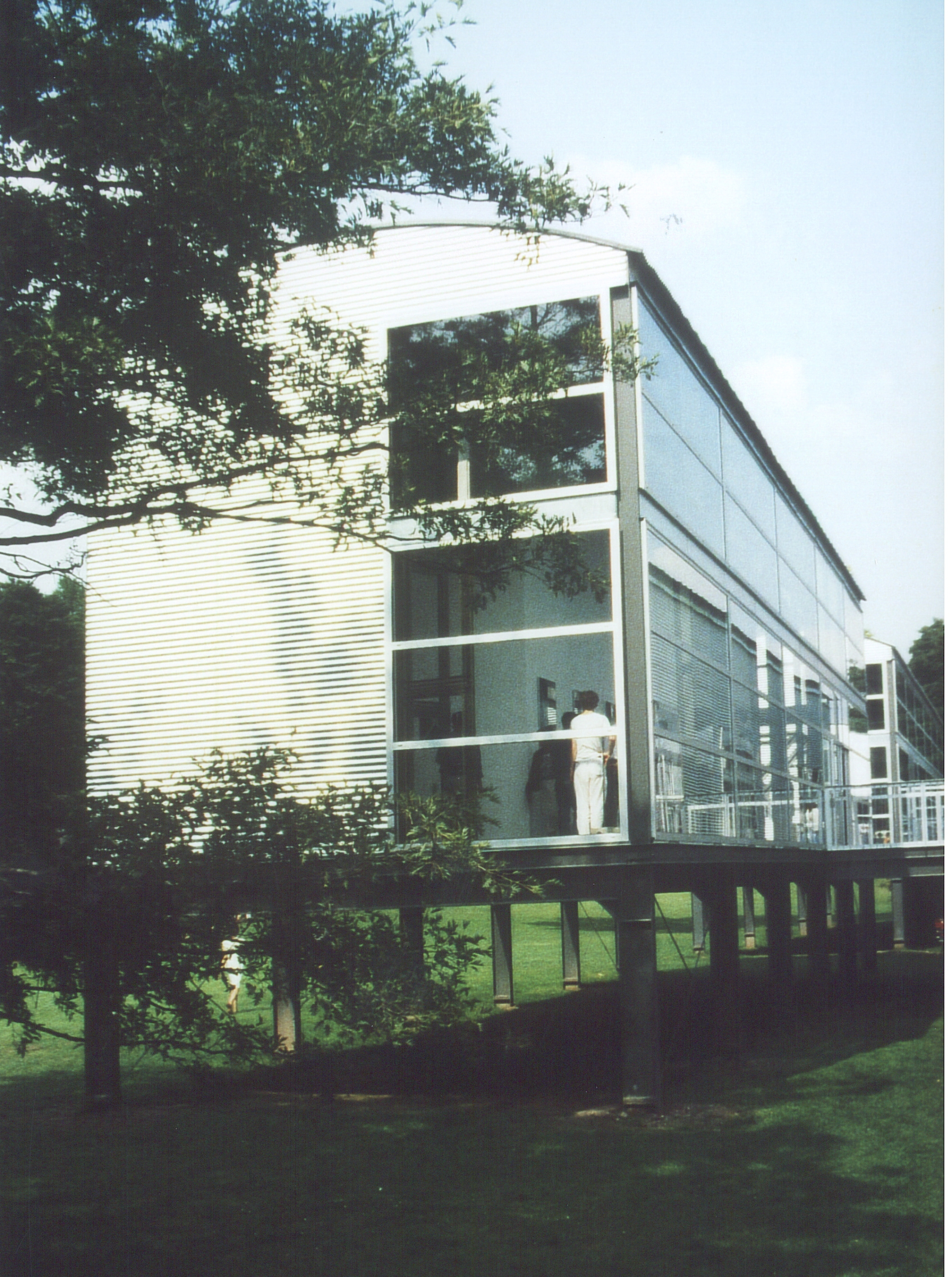
Ein „Aue-Pavillon“ am Rande der Karlsaue

- A Marina Abramović, Absalon, Richard Artschwager
- B Francis Bacon, Marco Bagnoli, Nicos Baikas, Mirosław Bałka, Matthew Barney, Jerry Barr, Lothar Baumgarten, Jean-Pierre Bertrand, Joseph Beuys, Michael Biberstein, Guillaume Bijl, Dara Birnbaum, Jonathan Borofsky, Louise Bourgeois, Herbert Brandl, Ricardo Brey, Tony Brown, Marie José Burki, Jean-Marc Bustamante, Michael Buthe
- C Pedro Cabrita Reis, Waltércio Caldas, Pier Paolo Calzolari, Ernst Caramelle, Lawrence Carroll, Saint Clair Cemin, Tomasz Ciecierski, Tony Clark, James Coleman, Tony Conrad, Patrick Corillon
- D Horia Damian, Richard Deacon, Thierry De Cordier, Silvie Defraoui & Chérif Defraoui, Raoul De Keyser, Wim Delvoye, Braco Dimitrijević, Eugenio Dittborn, Helmut Dorner, Stan Douglas, Marlene Dumas, Jimmie Durham
- E Mo Edoga
- F Jan Fabre, Luciano Fabro, Belu-Simion Fainaru, Peter Fend, Rose Finn-Kelcey, FLATZ, Fortuyn/O’Brien, Günther Förg, Erik A. Frandsen, Michel François, Vera Frenkel, Katsura Funakoshi
- G Isa Genzken, Gaylen Gerber, Harald Gnade, Robert Gober, Dan Graham, Rodney Graham, Angela Grauerholz, Michael Gross
- H George Hadjimichalis, David Hammons, Georg Herold, Gary Hill, Peter Hopkins, Rebecca Horn, Roni Horn
- J Geoffrey James, Olav Christopher Jenssen, Tim Johnson
- K Ilya Kabakov, Anish Kapoor, Kazuo Katase, Tadashi Kawamata, Mike Kelley, Ellsworth Kelly, Bhupen Khakhar,  Martin Kippenberger, Per Kirkeby, Harald Klingelhöller, Kurt Kocherscheidt, Peter Kogler, Vladimír Kokolia, Joseph Kosuth, Mariusz Kruk, Guillermo Kuitca
- L Suzanne Lafont, Gustav Lange, Jonathan Lasker, Jac Leirner, Zoe Leonard, Eugène Leroy, Via Lewandowsky, Bernd Lohaus, Ingeborg Lüscher, Attila Richard Lukacs, Jim Lutes
- M Marcel Maeyer, Brice Marden, Cildo Meireles, Ulrich Meister, Thom Merrick, Gerhard Merz, Mario Merz, Marisa Merz, Meuser, Jürgen Meyer, Liliana Moro, Reinhard Mucha, Matt Mullican, Juan Muñoz
- N Christa Näher, Hidetoshi Nagasawa, Bruce Nauman, Max Neuhaus, Pekka Nevalainen, Nic Nicosia, Moshe Ninio, Jussi Niva, Cady Noland
- O Manuel Ocampo, Jean-Michel Othoniel, Tony Oursler
- P Panamarenko, Giulio Paolini, A. R. Penck, Michelangelo Pistoletto, Hermann Pitz, Stephen Prina, Richard Prince, Martin Puryear
- R Royden Rabinowitch, Rober Racine, Philip Rantzer, Charles Ray, Martial Raysse, readymades belong to everyone, José Resende, Gerhard Richter, Ulf Rollof, Erika Rothenberg, Susan Rothenberg, Ulrich Rückriem, Thomas Ruff, Stephan Runge, Edward Ruscha, Reiner Ruthenbeck
- S Remo Salvadori, Joe Scanlan, Eran Schaerf, Adrian Schiess, Thomas Schütte, Helmut Schweizer, Maria Serebriakova, Mariella Simoni, Susana Solano, Ousmane Sow, Ettore Spalletti, Haim Steinbach, Pat Steir, Wolfgang Strack, Thomas Struth, János Sugár
- T Yuji Takeoka, Robert Therrien, Frédéric Matys Thursz, Niele Toroni, Thanassis Totsikas, Addo Lodovico Trinci, Mitja Tušek, Luc Tuymans
- U Micha Ullman, Juan Uslé
- V Van Gogh TV, Bill Viola, Henk Visch
- W James Welling, Franz West, Rachel Whiteread, Christopher Wool
- Y Yook Keun-Byung
- Z Heimo Zobernig, Gilberto Zorio, Constantin Zvezdochotov

## In Kassel verbliebene Kunstwerke
- Die Fremden (oder: „Die Ankunft“) von Thomas Schütte (Keramik, glasiert, die Figuren in Lebensgröße) - Ort: Friedrichsplatz, Altan des ehemaligen Roten Palais (Modehaus SinnLeffers) - Teilkunstwerk – der Rest der ursprünglichen Gruppe „Die Fremden“ befindet sich in Lübeck über dem Eingang der Musik- und Kongresshalle.
- Man walking to the sky (oder: „Himmelsstürmer“) (Stahl, Fiberglas, Aluminium. Höhe: ca. 25 m) von Jonathan Borofsky - Ort: Kulturbahnhof Kassel, Vorplatz
- Raumskulptur (Ziegelsichtmauerwerk: 8,75 m × 10,74 m × 3,99 m) von Per Kirkeby - Ort: Du-Ry-Straße, unterhalb der documenta-Halle
- This Stone Is From The Mountain / This Stone Is From The Red Palace (Sandstein, in 2 Teilen. Je ca. 50 cm × 50 cm × 50 cm) von Jimmie Durham - Ort: Karlsaue, Gustav-Mahler Treppe
- Three to One (Klanginstallation) von Max Neuhaus - Ort: AOK-Gebäude (Treppenhaus), Friedrichsplatz

## documenta IX Edition
Zur documenta IX wurden acht verschiedene Editionen, zusammengestellt aus je sechs nummerierten und signierten Grafiken verschiedener Künstler herausgegeben. Die Grafiken waren in eine Sammelmappe eingelegt. Jede Edition erschien in einer Auflage von 50 Exemplaren. Die Grafiken hatten ein maximales Format von 53 × 76 cm. In der Edition F waren nur fünf Künstler vertreten, da der Künstler Lothar Baumgarten seine Grafik nicht realisieren konnte.
- Edition A: Richard Artschwager, Marco Bagnoli, Jean-Marc Bustamante, Wim Delvoye, Giulio Paolini, Haim Steinbach
- Edition B: Jimmie Durham, Royden Rabinowitch, Gerhard Richter, Ettore Spalletti, Pat Steir, Christopher Wool
- Edition C: Michael Buthe, Kazuo Katase, Juan Muñoz, Bruce Nauman, Pekka Nevalainen, Franz West
- Edition D: Ernst Caramelle, Raoul De Keyser, Per Kirkeby, Mario Merz, Luc Tuymans, Juan Uslé
- Edition E: Pedro Cabrita Reis, Waltércio Caldas, David Hammons, Via Lewandowsky, Matt Mullican, Panamarenko
- Edition F: Ricardo Brey, Jan Fabre, Ilya Kabakov, Joseph Kosuth, Helmut Schweizer
- Edition G: Pier Paolo Calzolari, Lawrence Carroll, Michel François, Georg Herold, Henk Visch, Constantin Zvezdochotov
- Edition H: Nicos Baikas, Olav Christopher Jenssen, Anish Kapoor, Gerhard Merz, Reinhard Mucha, Frederic Matys Thursz